# Haudriettes
Les Haudriettes étaient une congrégation religieuse fondée à Paris, au XIVe siècle

## Historique

### L'hôpital des Haudriettes, vers la place de Grève
La congrégation est fondée par Jeanne, l'épouse d'Étienne Haudry. Pendant que son mari était en pèlerinage à Saint-Jacques-de-Compostelle, Jeanne, le croyant mort, réunit chez elle plusieurs femmes pieuses, avec lesquelles elle fit vœu de chasteté perpétuelle, et se consacra à la vie religieuse, pour le service des pauvres.
Lorsqu'Étienne revint, il obtint que sa femme soit dispensée de son vœu, à condition que l'association pieuse puisse conserver sa maison et soit dotée d'un capital suffisant à la subsistance de douze femmes pauvres. 
Par une charte d'avril 1306, Philippe le Bel autorise Étienne Haudry de « bâtir une chapelle sur la place qu'il a nouvellement acquise à la Grève, tenant d'un long à l'hôpital des pauvres qu'il a fondé »,. Cet hôpital était situé à l'angle de l'ancienne rue des Haudriettes et de la rue de la Mortellerie (ces deux rues ont été supprimées dans les années 1830 lorsque l'hôtel de ville de Paris a été agrandi).
Étienne Haudry fonde un chapelain et ses fils en fondent trois autres. 
Les statuts des Haudriettes furent approuvés par le cardinal Nicolò da Pisa, légat du pape Jean XXII, et confirmés plus tard par plusieurs papes[réf. nécessaire]. 
Dans une bulle de Clément VII, il est indiqué que l'hôpital accueillait trente-deux veuves.
Dans les statuts de 1414, l'hôpital est administré par des « femmes hospitalières » présidées par une maîtresse.
La congrégation a donné son nom à la rue des Haudriettes (et par extension à la fontaine des Haudriettes) dans le 3e arrondissement car elle y possédait des maisons.

### Le couvent de la rue Saint-Honoré
Au début du XVIIe siècle, il n'existe plus d'hôpital et la maison des Haudriettes n'étaient plus qu'un couvent,.
À cause du relâchement de la ferveur originelle de la congrégation, une réforme fut entreprise par le cardinal de la Rochefoucauld, grand aumônier de France. Grégoire XV plaça l'ordre sous la règle de saint Augustin, et ajouta le vœu de pauvreté à ceux de chasteté et d'obéissance.[réf. nécessaire]
En 1622, la maison-mère fut transférée rue Saint-Honoré, où un nouveau couvent et une nouvelle église furent construits et consacrées le jour de l'Assomption; pour cette raison, les moniales furent appelés Sœurs de l'Assomption. La congrégation ne fut pas restaurée après la Révolution.[réf. nécessaire]

## Citations
Victor Hugo dans son livre Notre-Dame de Paris y fera allusion par :
Il y a deux de mes amis qui voudraient acheter une layette à l'enfant d'une pauvre 
veuve haudriette. C'est une charité. Cela coûtera trois florins, ... et fera intervenir quatre de ces dames autour du lit de bois du petit bossu : Agnès la Herme, Jehanne de la Tarme, Henriette la Gaultière et Gauchère la Violette (livre IV, chapitre I, Les bonnes âmes).